# 4-硝基吡啶-N-氧化物
4-硝基吡啶-N-氧化物是一种有机化合物，化学式为C5H4N2O3。它可由N-氧化吡啶在混酸中硝化制得，或由4-硝基吡啶经间氯过氧苯甲酸氧化得到。它在乙酸中可以被铁还原（或在乙醚中被三氯化钛还原）为4-氨基吡啶。